# Anna de Austria (1585-1618)
Anna de Austria (n. 4 octombrie 1585, Innsbruck, Comitatul Princiar Tirol – d. 14 decembrie 1618, Viena, Arhiducatul Austriei) a fost soția lui Matia I, Împărat al Sfântului Imperiu Roman. Prin căsătorie, ea a devenit împărăteasă a Sfântului Imperiu Roman, regină a Ungariei și Boemiei. Părinții ei au fost Ferdinand al II-lea, Arhiduce de Austria și Anne Juliana Gonzaga. 